# Yokohama (stacja kolejowa)
Yokohama (jap. 横浜駅 Yokohama-eki) – główna węzłowa stacja kolejowa znajdująca się w Jokohamie, w Japonii.
Została po raz pierwszy otwarta w 1872 roku na miejscu dzisiejszej stacji Sakuragichō. Kolejna stacja o nazwie Yokohama pojawiła się w 1915 roku w pobliżu dzisiejszej stacji Takashimachō. Została ona poważnie zniszczona podczas wielkiego trzęsienia ziemi w 1923 roku. Trzecia stacja – ta na obecnym terenie – pochodzi z 1928 roku.
Dworzec Jokohama w drugim co do wielkości mieście Japonii jest piątym najruchliwszym na świecie (około 2,1 mln pasażerów dziennie). Jednocześnie stanowi bardzo istotną część ogromnej dzielnicy handlowej i biznesowej.

## Galeria

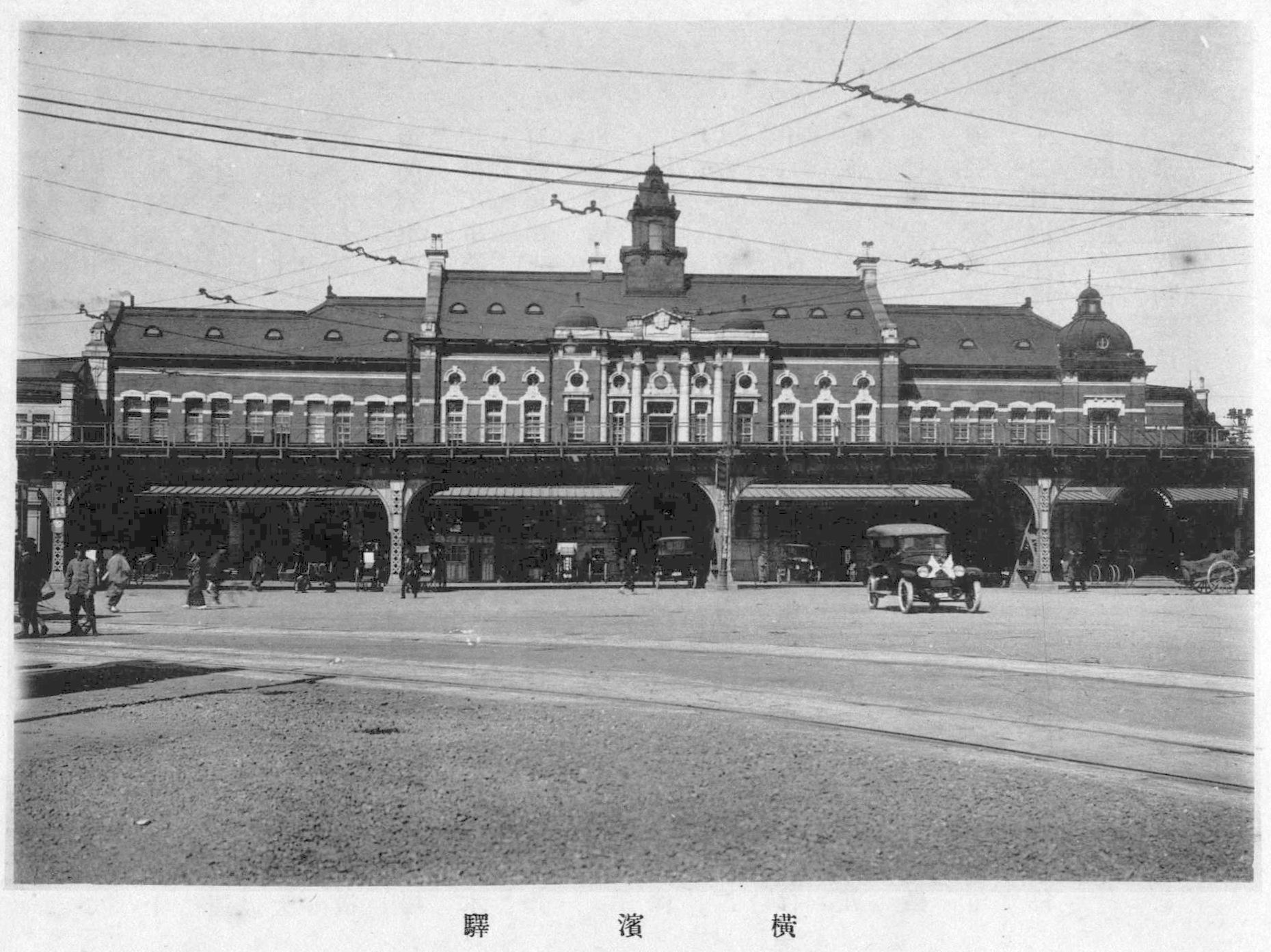
Stacja w 1921 r.
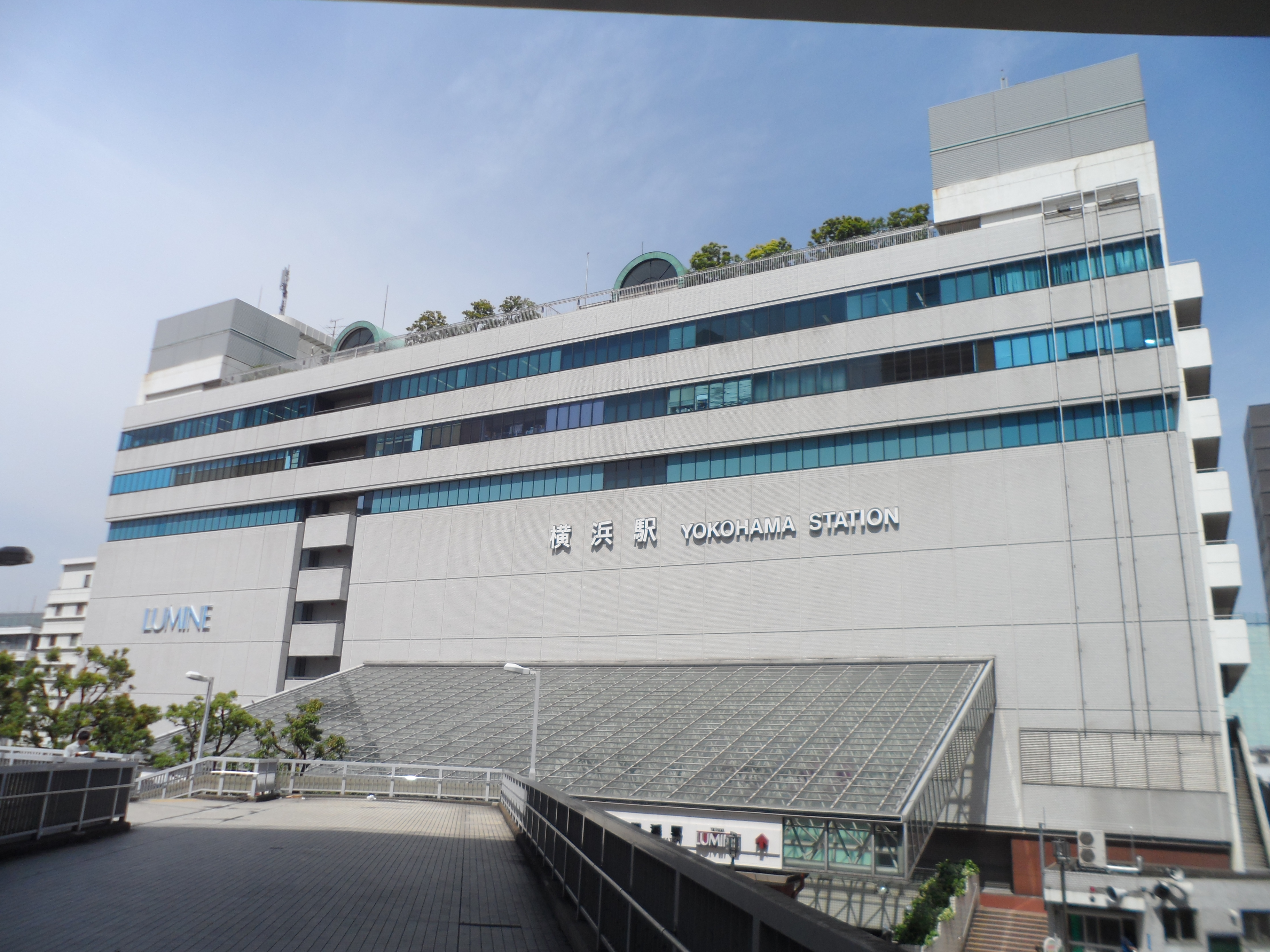
Budynek stacji (2011)
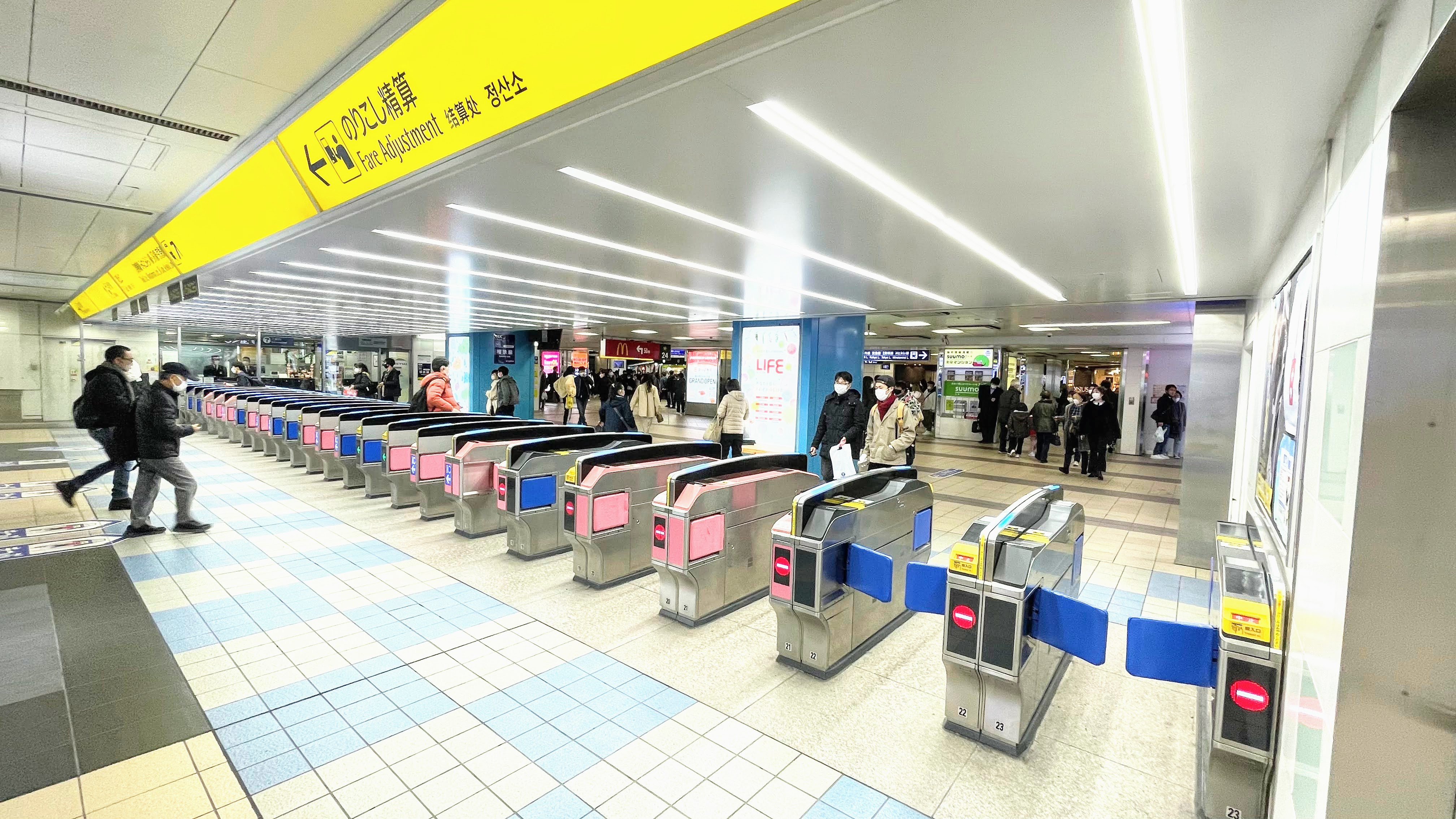
Wejście do pociągów linii Sagami
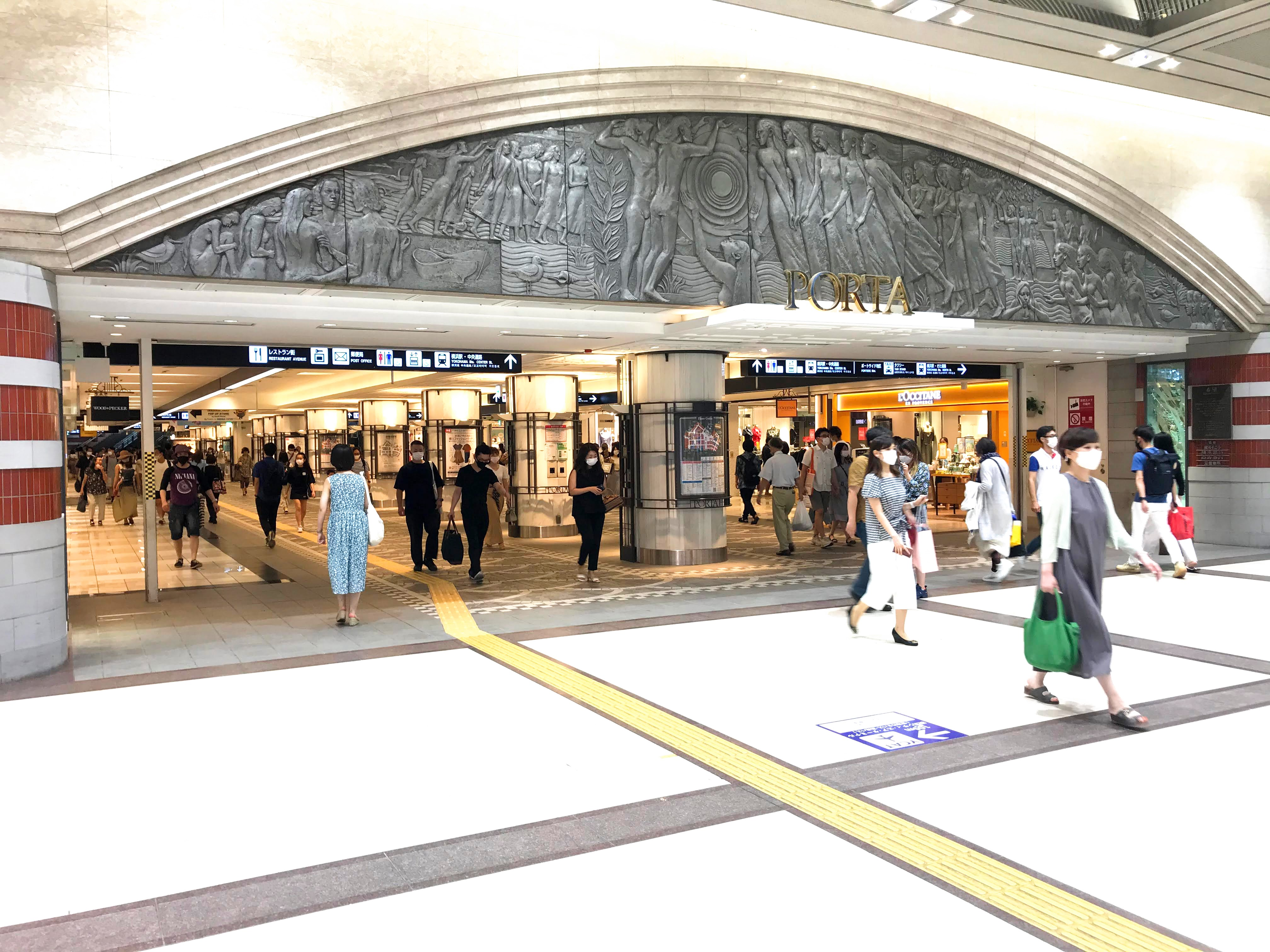
Wejście do podziemnej ulicy handlowej „Yokohama Porta”